# Goñi
Goñi – gmina w Hiszpanii, w Nawarze, o powierzchni 42,3 km². W 2011 roku gmina liczyła 189 mieszkańców.